# Casefabre
Casefabre  est une commune française située dans le centre du département des Pyrénées-Orientales, en région Occitanie. Sur le plan historique et culturel, la commune est dans la région des Aspres, territoire roussillonnais compris entre les sillons de la Têt au nord et du Tech au sud qui tire son nom de la nature caillouteuse de ses sols.
Exposée à un climat océanique altéré, elle est drainée par le Boulès, le Gimeneill et par divers autres petits cours d'eau. La commune possède un patrimoine naturel remarquable composé d'une zone naturelle d'intérêt écologique, faunistique et floristique.
Casefabre est une commune rurale qui compte 43 habitants en 2022, après avoir connu un pic de population de 160 habitants en 1846.  Elle fait partie de l'aire d'attraction de Perpignan. Ses habitants sont appelés les Casefabrais ou  Casefabraises.

## Géographie

### Localisation
La commune de Casefabre se trouve dans le département des Pyrénées-Orientales, en région Occitanie.
Elle se situe à 25 km à vol d'oiseau de Perpignan, préfecture du département, à 16 km de Prades, sous-préfecture, et à 16 km d'Amélie-les-Bains-Palalda, bureau centralisateur du canton du Canigou dont dépend la commune depuis 2015 pour les élections départementales.
La commune fait en outre partie du bassin de vie d'Ille-sur-Têt.
Les communes les plus proches sont : 
Saint-Michel-de-Llotes (3,8 km), Boule-d'Amont (4,1 km), Bouleternère (4,4 km), Corbère (5,6 km), Glorianes (5,7 km), Ille-sur-Têt (6,1 km), Prunet-et-Belpuig (6,1 km), Rodès (6,3 km).
Sur le plan historique et culturel, Casefabre fait partie de la région de Conflent, héritière de l'ancien comté de Conflent et de la viguerie de Conflent. Ce pays correspond à l'ensemble des vallées pyrénéennes qui « confluent » avec le lit creusé par la Têt entre Mont-Louis, porte de la Cerdagne, et Rodès, aux abords de la plaine du Roussillon.

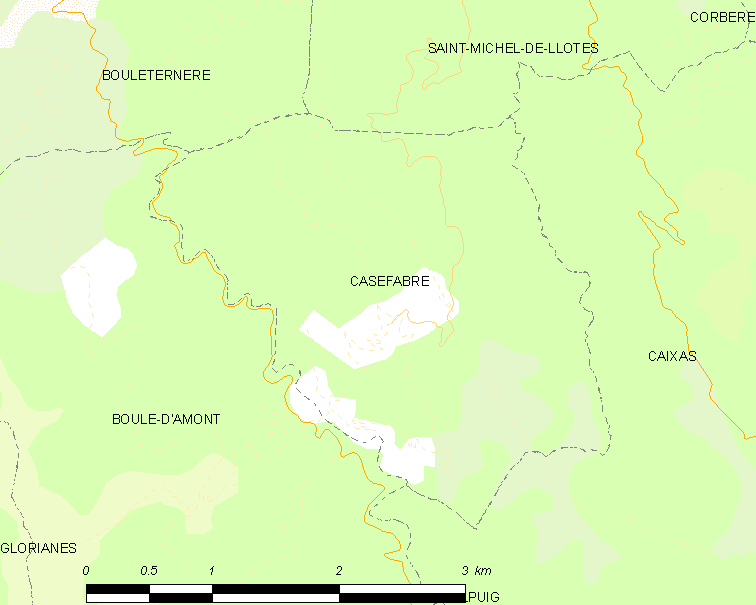
Situation de la commune.

| Bouleternère  | Saint-Michel-de-Llotes |        |
|               | Casefabre              |        |
| Boule-d'Amont |                        | Caixas |

### Géologie et relief

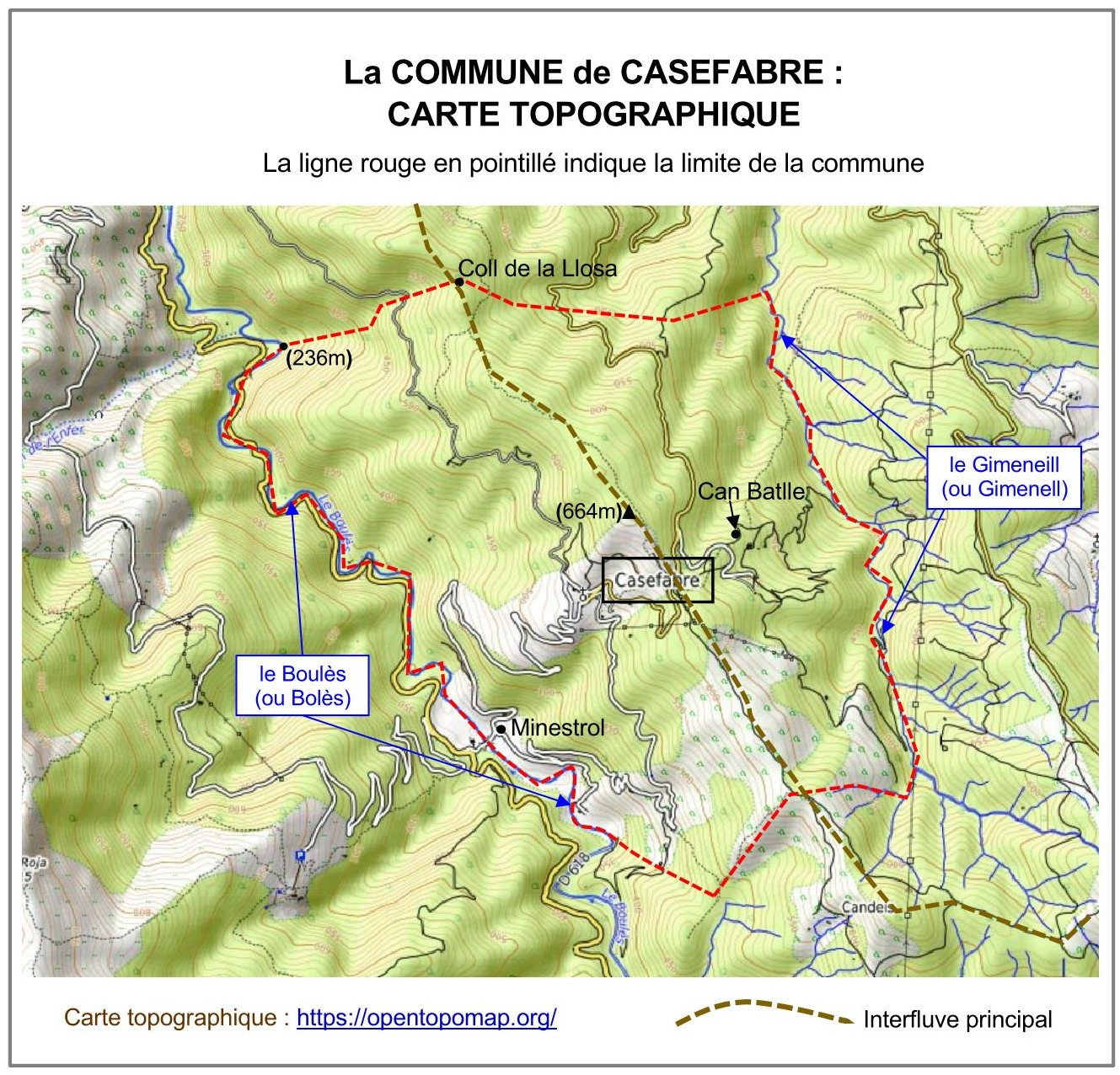

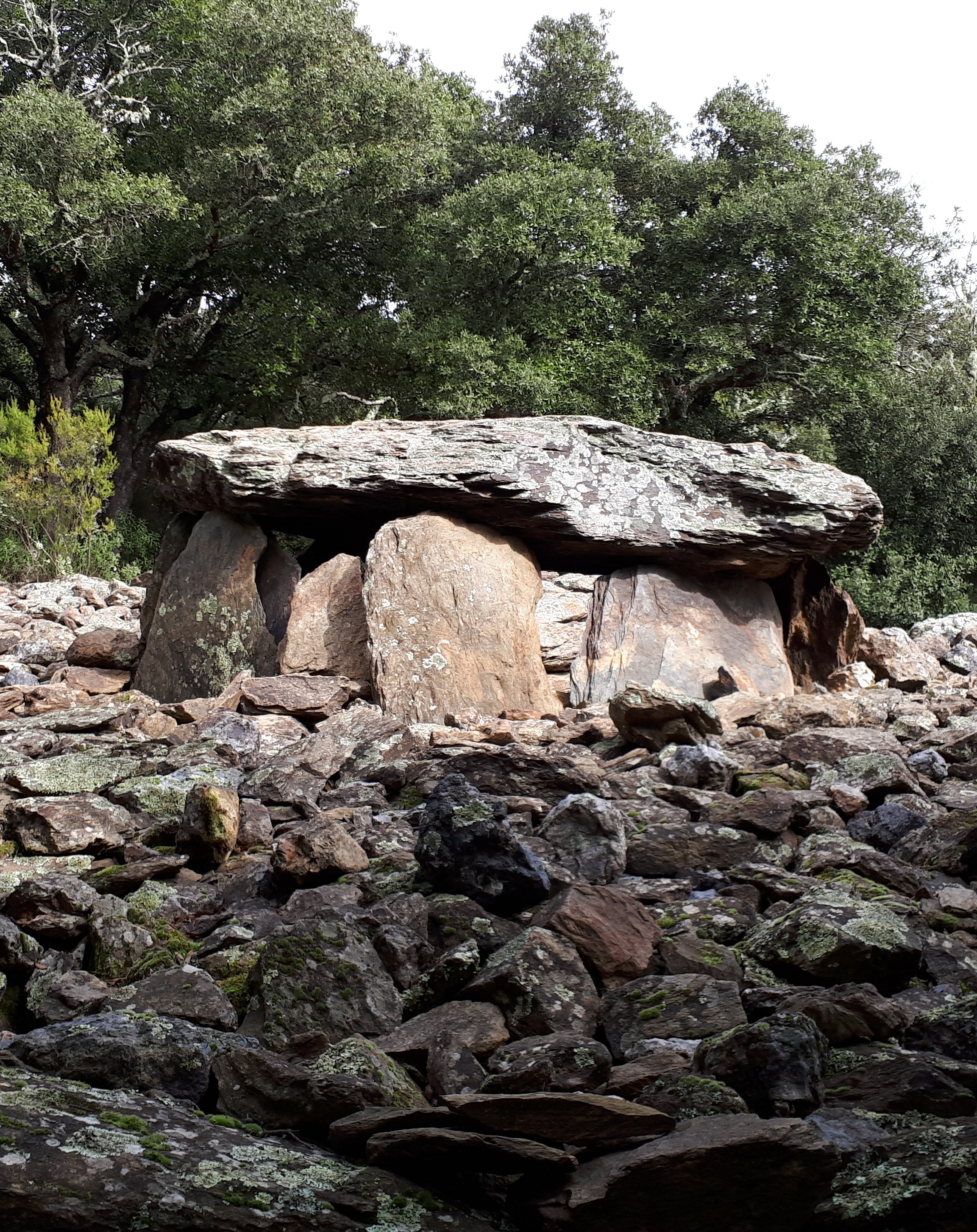
Dolmen du Coll de la Llosa ("llosa", mot catalan, signifie "dalle"). Ce dolmen est fait de blocs de schiste (Édiacarien à Cambrien) prélevés sur place.

La commune de Casefabre se situe dans la partie centre-nord de l'unité hercynienne des Aspres, une unité géologique bien définie qui se compose des roches dures et anciennes.
La commune repose sur des formations métamorphisées datant d'environ 550 à 500 millions d'années (les périodes géologiques de l'Édiacarien et du Cambrien),.

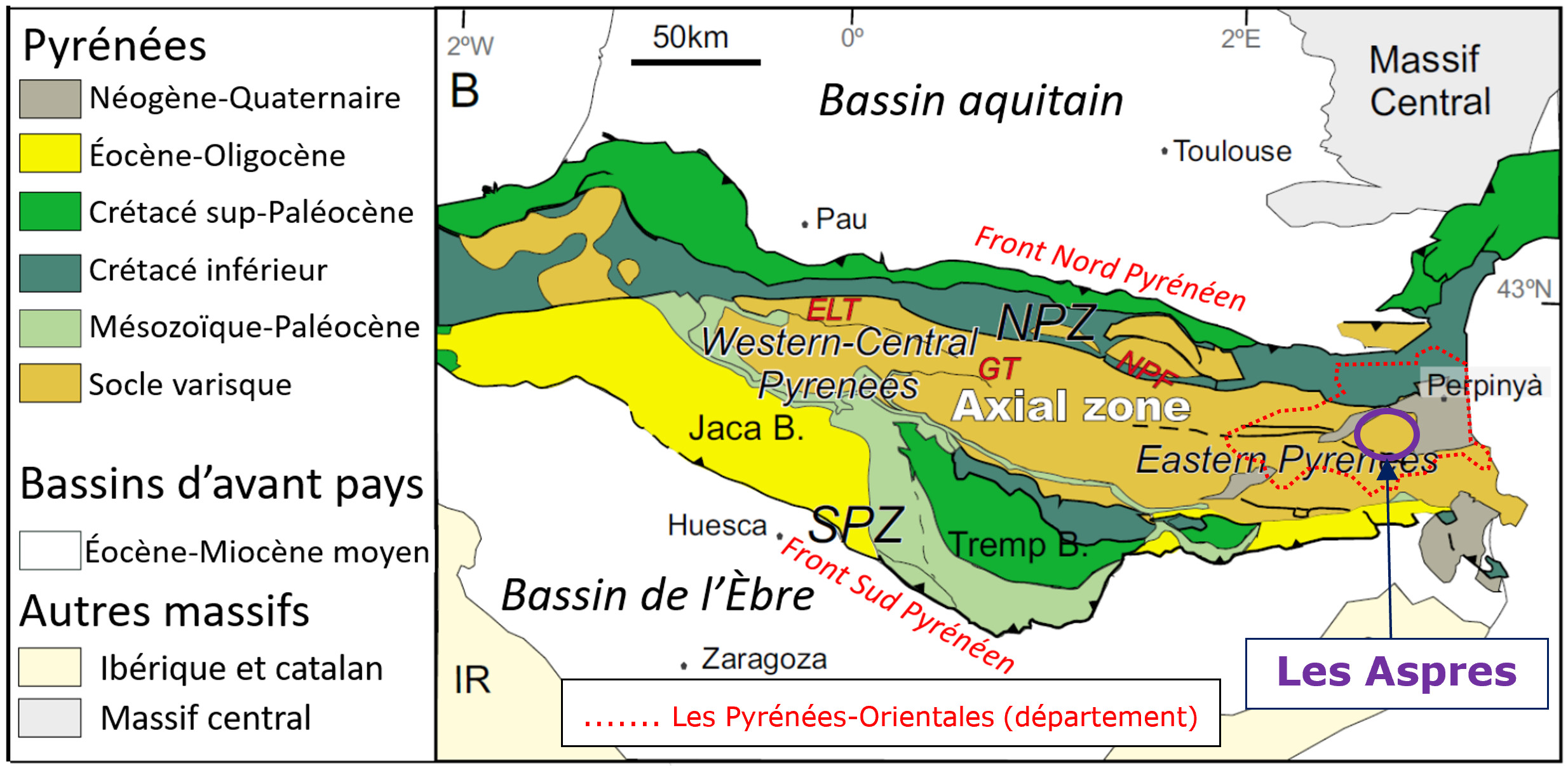
Localisation des Aspres sur une carte géologique simplifiée des Pyrénées.

Ces formations sont principalement constituées de schistes. On trouve également dans la commune, mais sur des zones très limitées, des quartzites, et des marbres calcaires (par exemple, près de Can Batlle ("Can Bailly") et Coll de la Llosa).
Ces couches anciennes ont été déposées pour la plupart sous forme de sédiments dans des environnements marins profonds. Puis, à partir d'il y a environ 350 millions d'années, toutes ces formations ont été comprimées entre deux continents convergents, au cours de l'orogenèse hercynienne (ou varsique). Pendant cette période de formation d'une chaîne de montagnes, les couches ont été durcies et fortement déformées par des plissements et des failles. Elles ont également été soumises au métamorphisme, donnant l'aspect schisteux à plusieurs de ces formations.
Environ 200 millions d'années plus tard, à partir d'environ 65 millions d'années (Éocène), le bloc hercynien des Aspres s'est retrouvé dans la partie centrale d'une autre zone de construction de montagnes. C'était à l'époque où la plaque tectonique ibérique convergeait avec la plaque eurasienne au nord, provoquant ainsi l'émergence de la chaîne de montagnes pyrénéenne. Aujourd'hui, les Aspres, y compris la zone occupée par la commune de Casafabre, se trouvent à l'extrémité orientale de la "zone axiale" des Pyrénées.
Autour de Minestrol (en-dessous du village de Casefabre) et sur les pentes juste au-dessus de Minestrol, il y a une zone importante d'éboulis, de glacis et d'alluvions.

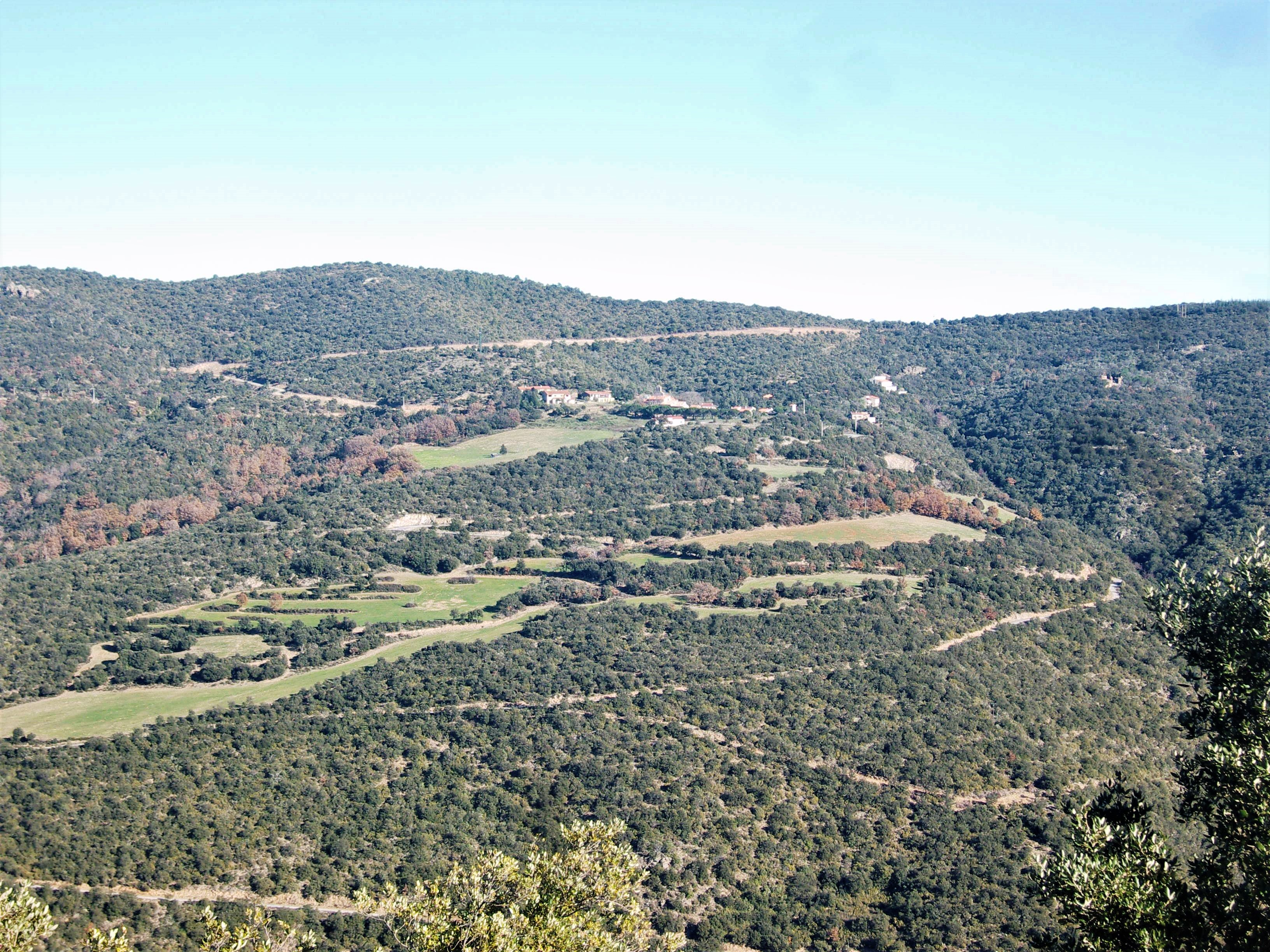
Le village de Casefabre, au-dessus de la vallée du Boulès. Le point le plus haut de la commune (altitude 664m) se trouve sur la crête directement au-dessus du village. Le ravin à droite descend vers Minestrol.

La commune est classée en zone de sismicité 3, correspondant à une sismicité modérée,.
La superficie de la commune est de 699 hectares. L'altitude varie entre 236 mètres (à l'extrémité nord-ouest de la commune, dans la vallée du Boulès) et 664 mètres (sur la crête au nord-est du village).
La commune se situe en partie sur la rive droite du bassin versant du Boulès (à l'ouest), et en partie sur la rive gauche du bassin versant du Gimeneill (à l'est). Les deux rivières sont des affluents de la Têt, leurs vallées coulent donc vers le nord. L'interfluve entre ces deux bassins versants s'étend depuis le Coll de la Llosa vers le sud-est, à travers la commune, en suivant une ligne presque directe.
Le relief est partout vallonné. Les pentes au nord-est et au sud-ouest de l'interfluve principal descendent régulièrement vers les deux rivières, mais elles sont coupées par endroits par de courts ravins. Quelques-uns de ces ravins sont profondément incisés dans les coteaux - notamment le ravin qui descend du village de Casefabre au Boulès à Minestrol.

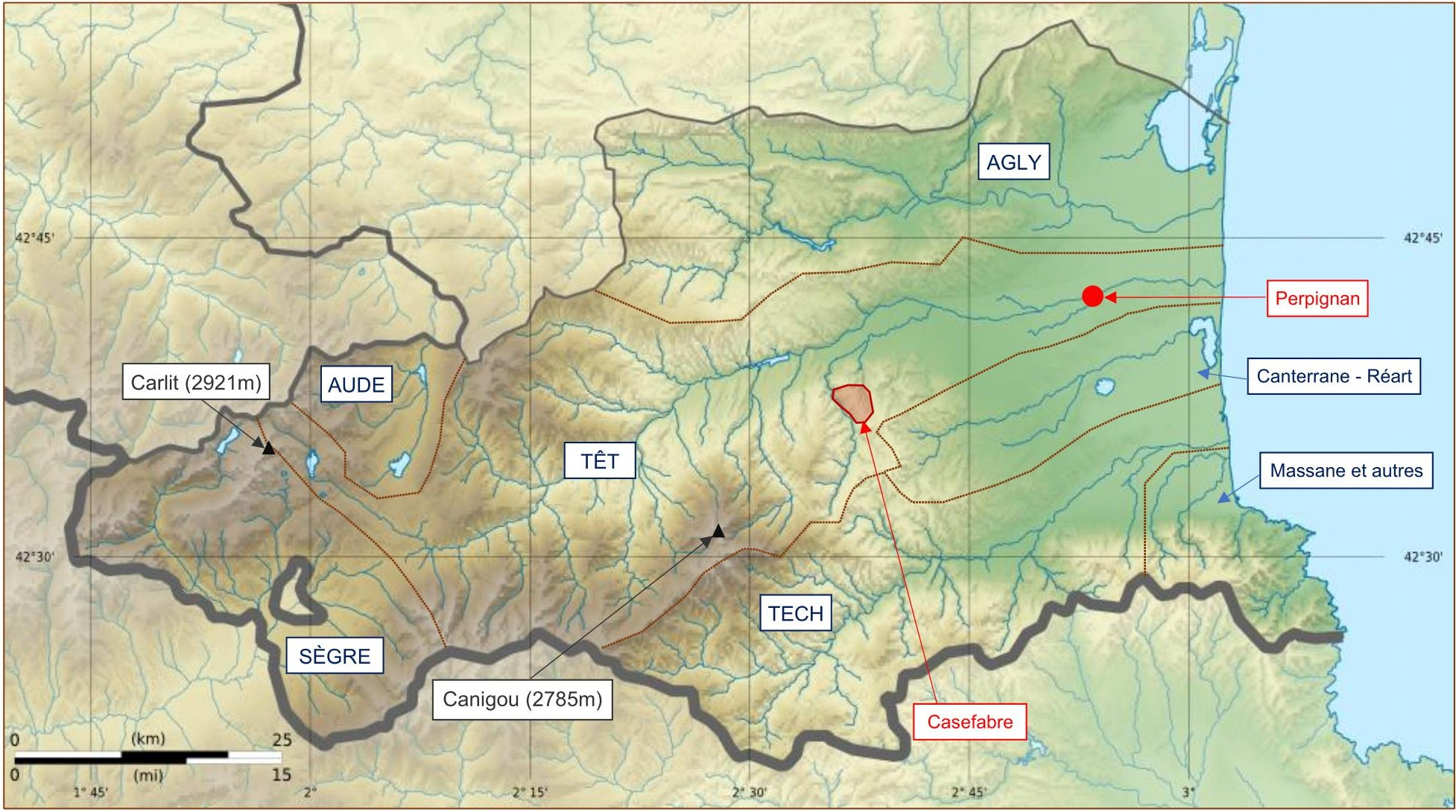
Casefabre sur une carte topographiqe des Pyrénées-Orientales.

### Climat
Pour des articles plus généraux, voir Climat de l'Occitanie et Climat des Pyrénées-Orientales.
En 2010, le climat de la commune est de type climat méditerranéen altéré, selon une étude du CNRS s'appuyant sur une série de données couvrant la période 1971-2000. En 2020, Météo-France publie une typologie des climats de la France métropolitaine dans laquelle la commune est exposée à un climat méditerranéen et est dans la région climatique Pyrénées orientales, caractérisée par une faible pluviométrie, un très bon ensoleillement (2 600 h/an), un air sec, particulièrement en hiver et peu de brouillards.
Pour la période 1971-2000, la température annuelle moyenne est de 12,1 °C, avec une amplitude thermique annuelle de 14,9 °C. Le cumul annuel moyen de précipitations est de 931 mm, avec 5,6 jours de précipitations en janvier et 4,4 jours en juillet. Pour la période 1991-2020, la température moyenne annuelle observée sur la station météorologique la plus proche, située sur la commune de Caixas à 7 km à vol d'oiseau, est de 15,5 °C et le cumul annuel moyen de précipitations est de 729,7 mm,. Pour l'avenir, les paramètres climatiques de la commune estimés pour 2050 selon différents scénarios d’émission de gaz à effet de serre sont consultables sur un site dédié publié par Météo-France en novembre 2022.

### Milieux naturels et biodiversité

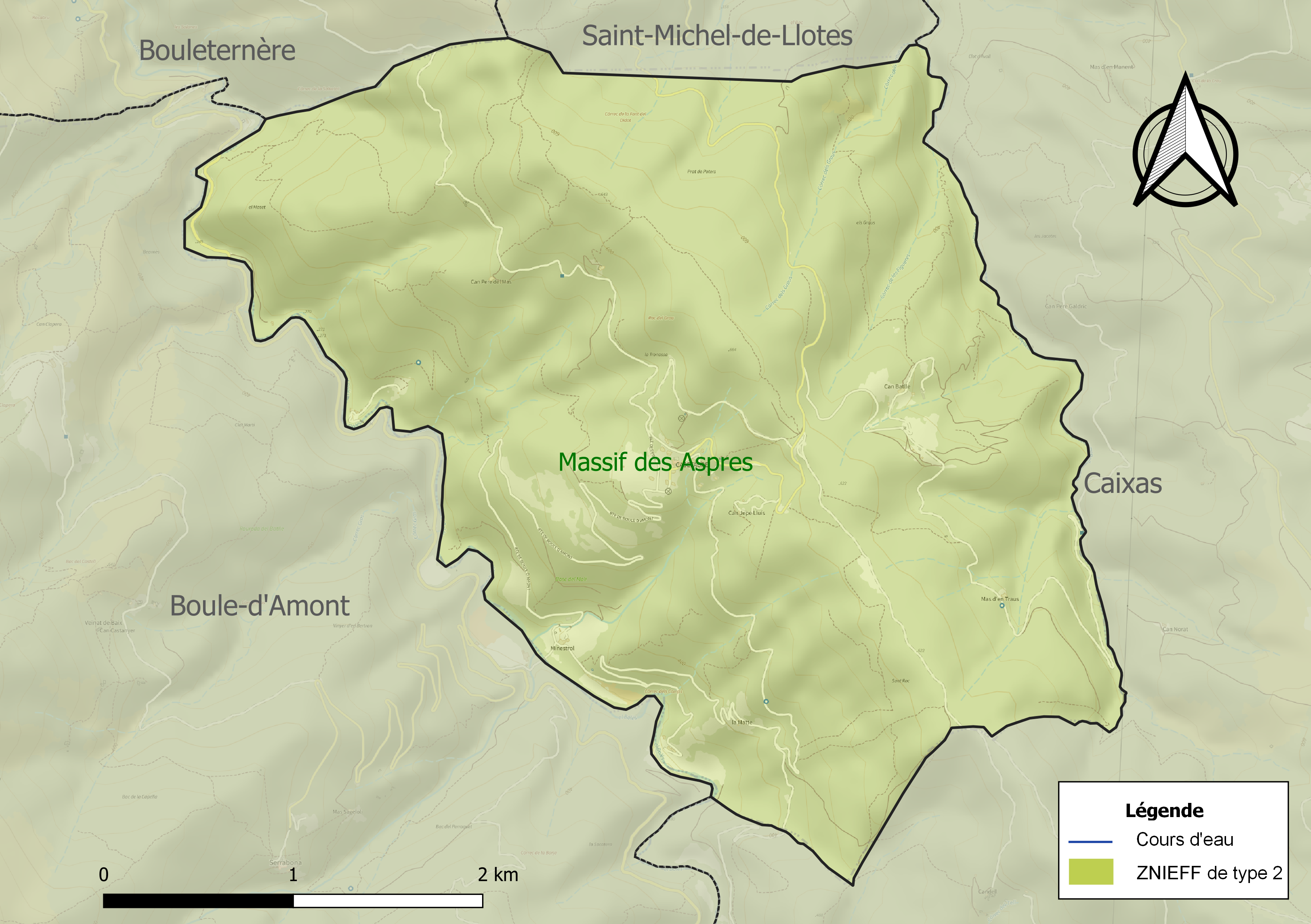
Carte de la ZNIEFF de type 2 localisée sur la commune.

L’inventaire des zones naturelles d'intérêt écologique, faunistique et floristique (ZNIEFF) a pour objectif de réaliser une couverture des zones les plus intéressantes sur le plan écologique, essentiellement dans la perspective d’améliorer la connaissance du patrimoine naturel national et de fournir aux différents décideurs un outil d’aide à la prise en compte de l’environnement dans l’aménagement du territoire.
Une ZNIEFF de type 2 est recensée sur la commune :
le « massif des Aspres » (28 819 ha), couvrant 37 communes du département.

## Urbanisme

### Typologie
Au 1er janvier 2024, Casefabre est catégorisée commune rurale à habitat très dispersé, selon la nouvelle grille communale de densité à sept niveaux définie par l'Insee en 2022.
Elle est située hors unité urbaine. Par ailleurs la commune fait partie de l'aire d'attraction de Perpignan, dont elle est une commune de la couronne,. Cette aire, qui regroupe 118 communes, est catégorisée dans les aires de 200 000 à moins de 700 000 habitants,.

### Occupation des sols
L'occupation des sols de la commune, telle qu'elle ressort de la base de données européenne d’occupation biophysique des sols Corine Land Cover (CLC), est marquée par l'importance des forêts et milieux semi-naturels (90,1 % en 2018), en diminution par rapport à 1990 (92,2 %). La répartition détaillée en 2018 est la suivante : 
forêts (59,1 %), milieux à végétation arbustive et/ou herbacée (30,9 %), zones agricoles hétérogènes (9,9 %). L'évolution de l’occupation des sols de la commune et de ses infrastructures peut être observée sur les différentes représentations cartographiques du territoire : la carte de Cassini (XVIIIe siècle), la carte d'état-major (1820-1866) et les cartes ou photos aériennes de l'IGN pour la période actuelle (1950 à aujourd'hui).

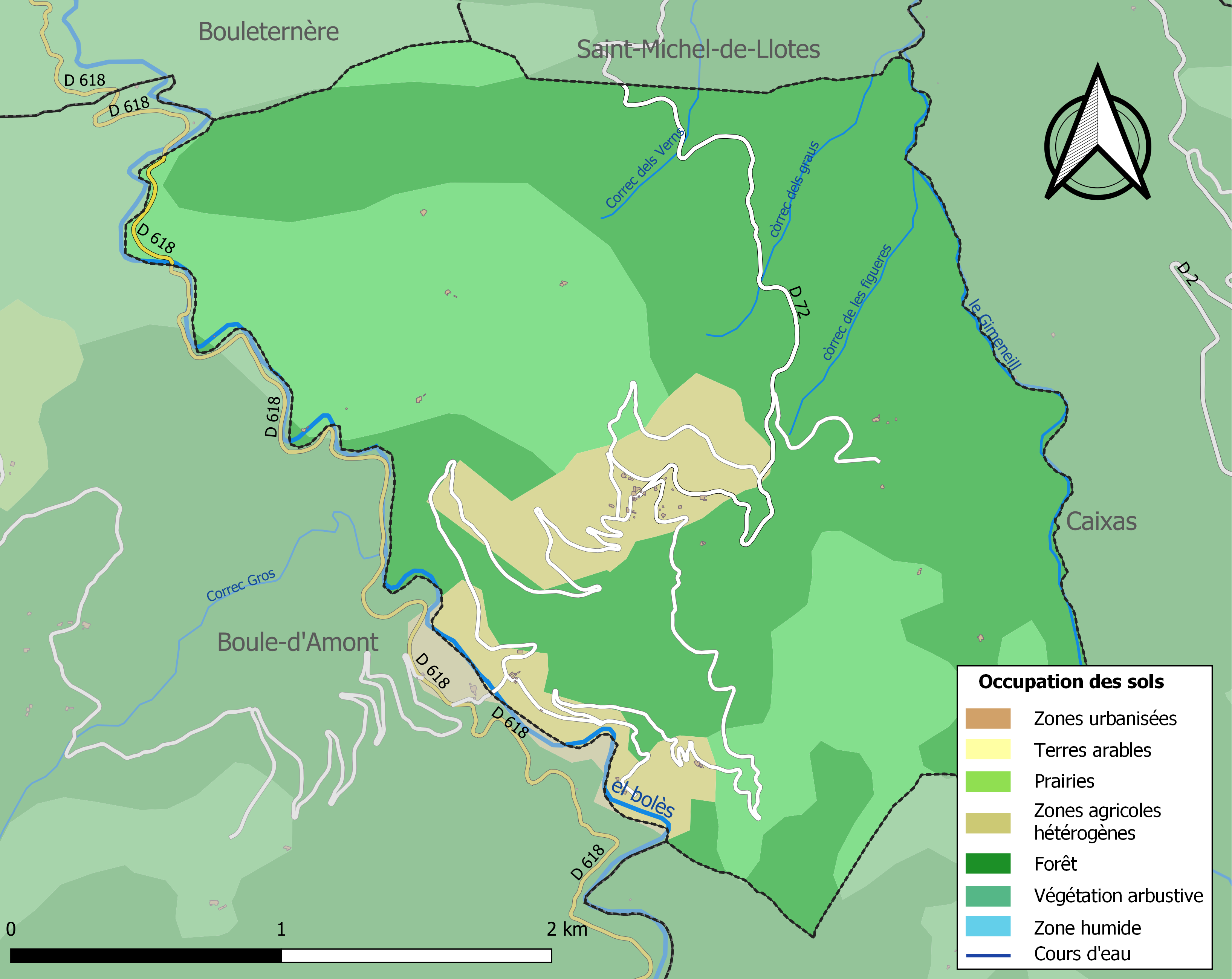
Carte des infrastructures et de l'occupation des sols de la commune en 2018 (CLC).

### Voies de communication et transports
L'accès au village se fait par une route étroite et sinueuse, qui redescend ensuite dans la vallée du Boulès.

### Risques majeurs
Le territoire de la commune de Casefabre est vulnérable à différents aléas naturels : inondations, climatiques (grand froid ou canicule), feux de forêts, mouvements de terrains et séisme (sismicité modérée),.
Certaines parties du territoire communal sont susceptibles d’être affectées par le risque d’inondation par crue torrentielle de cours d'eau du bassin de la Têt.
Les mouvements de terrains susceptibles de se produire sur la commune sont soit des glissements de terrains, soit des chutes de blocs.

## Toponymie
La première mention du nom est Catafabrica ou Catababricoe en 981,.
En catalan, le nom de la commune est Casafabre.
Le mot casa en latin signifie « hutte, maison ». Faber (« ouvrier » en latin) est ici un nom de personne.

## Histoire

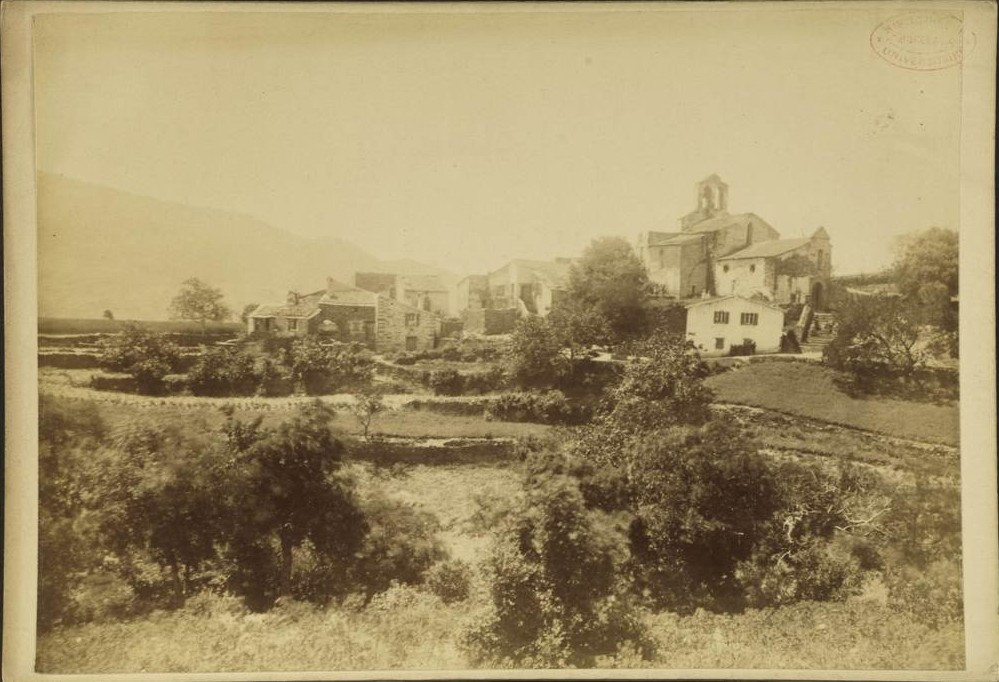
Casefabre en 1880. Photographie de Jean-Auguste Brutails conservée à l'Université Bordeaux Montaigne.

Casefabre est mentionné en 981 dans un précepte émanant du roi Lothaire de France (Catafabricae). Le lieu est alors possession de l'abbaye de Saint-Génis-des-Fontaines.
Au XIIe siècle Casefabre est cédé à l’abbaye Saint-Martin du Canigou, et ce jusqu'au XVIIIe siècle.
La population n'a jamais été très élevée, en raison de la situation du village sur un terrain assez escarpé.

## Politique et administration

### Canton
En 1790, la commune de Casefabre est incluse dans le canton d'Ille au sein du district de Prades. Elle rejoint le canton de Vinça en 1801, qu'elle ne quitte plus par la suite.
À compter des élections départementales de 2015, la commune de Casefabre rejoint le nouveau canton du Canigou.

### Tendances politiques et résultats
Lors du 1er tour de l'élection présidentielle française de 2017, la commune de Casefabre est la seule du département des Pyrénées-Orientales a n'avoir donné aucune voix à la candidate Marine Le Pen.

### Administration municipale
Le conseil municipal comprend sept élus.

### Liste des maires
| Période   | Période    | Identité           | Étiquette | Qualité                          |
| --------- | ---------- | ------------------ | --------- | -------------------------------- |
| 1793      | 1794       | François Pujet     |           |                                  |
| 1794      | 1796       | Joseph Tujagues    |           |                                  |
| 1796      | 1798       | Joseph Robert      |           |                                  |
| 1798      | 1811       | François Verdaguer |           |                                  |
| 1811      | 1826       | Joseph Tujagues    |           |                                  |
| 1826      | 1835       | Jacques Clottes    |           |                                  |
| 1835      | 1851       | Valentin Tujagues  |           |                                  |
| 1851      | 1876       | Joseph Serrahy     |           |                                  |
| 1876      | 1881       | Jacques Clottes    |           |                                  |
| 1881      | 1883       | Jacques Castillo   |           |                                  |
| 1883      | 1892       | Michel Clottes     |           |                                  |
| 1892      | 1895       | Pierre Naudy       |           |                                  |
| 1895      | 1896       | Jacques Gaspard    |           |                                  |
| 1896      | 1904       | Jean Castillo      |           |                                  |
| 1904      | 1919       | Joseph Castillo    |           |                                  |
| 1919      | 1944       | Émile Castillo     |           |                                  |
| 1944      | 1947       | Henri Moragas      |           |                                  |
| 1947      | 1983       | Lambert Coste      |           |                                  |
| mars 1983 | avril 2016 | Daniel Moragas     |           | Éleveur. Mort en cours de mandat |
| 2016      | En cours   | Claude Gomez       |           |                                  |

## Population et société

### Démographie ancienne
La population est exprimée en nombre de feux (f) ou d'habitants (H).
| 1355 | 1359 | 1365 | 1378 | 1515 | 1643 | 1709 | 1720 | 1730 |
| ---- | ---- | ---- | ---- | ---- | ---- | ---- | ---- | ---- |
| 18 f | 15 f | 18 f | 9 f  | 6 f  | 14 f | 18 f | 9 f  | 23 f |

| 1767  | 1774 | 1789 | - | - | - | - | - | - |
| ----- | ---- | ---- | - | - | - | - | - | - |
| 100 H | 23 f | 21 f | - | - | - | - | - | - |

Note :
- 1553 : comptée avec La Bastide

### Démographie contemporaine
L'évolution du nombre d'habitants est connue à travers les recensements de la population effectués dans la commune depuis 1793. Pour les communes de moins de 10 000 habitants, une enquête de recensement portant sur toute la population est réalisée tous les cinq ans, les populations de référence des années intermédiaires étant quant à elles estimées par interpolation ou extrapolation. Pour la commune, le premier recensement exhaustif entrant dans le cadre du nouveau dispositif a été réalisé en 2008.

En 2022, la commune comptait 43 habitants, en évolution de +7,5 % par rapport à 2016 (Pyrénées-Orientales : +3,92 %, France hors Mayotte : +2,11 %).
| 1793 | 1800 | 1806 | 1821 | 1831 | 1836 | 1841 | 1846 | 1851 |
| ---- | ---- | ---- | ---- | ---- | ---- | ---- | ---- | ---- |
| 133  | 97   | 119  | 119  | 154  | 147  | 150  | 160  | 128  |

| 1856 | 1861 | 1866 | 1872 | 1876 | 1881 | 1886 | 1891 | 1896 |
| ---- | ---- | ---- | ---- | ---- | ---- | ---- | ---- | ---- |
| 134  | 136  | 130  | 106  | 103  | 118  | 122  | 108  | 118  |

| 1901 | 1906 | 1911 | 1921 | 1926 | 1931 | 1936 | 1946 | 1954 |
| ---- | ---- | ---- | ---- | ---- | ---- | ---- | ---- | ---- |
| 106  | 107  | 88   | 75   | 78   | 65   | 64   | 39   | 29   |

| 1962 | 1968 | 1975 | 1982 | 1990 | 1999 | 2006 | 2008 | 2013 |
| ---- | ---- | ---- | ---- | ---- | ---- | ---- | ---- | ---- |
| 31   | 30   | 31   | 26   | 30   | 34   | 35   | 35   | 41   |

| 2018 | 2022 | - | - | - | - | - | - | - |
| ---- | ---- | - | - | - | - | - | - | - |
| 40   | 43   | - | - | - | - | - | - | - |

| selon la population municipale des années : | 1968 | 1975 | 1982 | 1990 | 1999 | 2006 | 2009 | 2013 |
| Rang de la commune dans le département      | 213  | 198  | 208  | 217  | 213  | 217  | 218  | 215  |
| Nombre de communes du département           | 232  | 217  | 220  | 225  | 226  | 226  | 226  | 226  |

### Manifestations culturelles et festivités
- Fête patronale et communale : 11 novembre[44].

## Économie

### Emploi
|                | 2008   | 2013   | 2018   |
| -------------- | ------ | ------ | ------ |
| Commune        | 16,7 % | 17,2 % | 13,8 % |
| Département    | 10,3 % | 12,9 % | 13,3 % |
| France entière | 8,3 %  | 10 %   | 10 %   |

En 2018, la population âgée de 15 à 64 ans s'élève à 29 personnes, parmi lesquelles on compte 72,4 % d'actifs (58,6 % ayant un emploi et 13,8 % de chômeurs) et 27,6 % d'inactifs,. Depuis 2008, le taux de chômage communal (au sens du recensement) des 15-64 ans est supérieur à celui de la France et du département.
La commune fait partie de la couronne de l'aire d'attraction de Perpignan, du fait qu'au moins 15 % des actifs travaillent dans le pôle,. Elle compte 6 emplois en 2018, contre 8 en 2013 et 5 en 2008. Le nombre d'actifs ayant un emploi résidant dans la commune est de 17, soit un indicateur de concentration d'emploi de 35,5 % et un taux d'activité parmi les 15 ans ou plus de 56,8 %.
Sur ces 17 actifs de 15 ans ou plus ayant un emploi, 3 travaillent dans la commune, soit 18 % des habitants. Pour se rendre au travail, 82,4 % des habitants utilisent un véhicule personnel ou de fonction à quatre roues et 17,6 % n'ont pas besoin de transport (travail au domicile).

### Activités hors agriculture
Deux établissements seulement relevant d’une activité hors champ de l’agriculture sont implantés  à Casefabre au 31 décembre 2019.

### Agriculture
|               | 1988 | 2000 | 2010 | 2020 |
| ------------- | ---- | ---- | ---- | ---- |
| Exploitations | 4    | 4    | 4    | 1    |
| SAU (ha)      | 30   | 273  | 19   | 88   |

La commune est dans le Conflent, une petite région agricole occupant le centre-ouest du département des Pyrénées-Orientales. En 2020, l'orientation technico-économique de l'agriculture  sur la commune est l'élevage d'ovins ou de caprins. Une seule  exploitation agricole ayant son siège dans la commune est recensée lors du recensement agricole de 2020 (quatre en 1988). La superficie agricole utilisée est de 88 ha,,.

## Culture locale et patrimoine

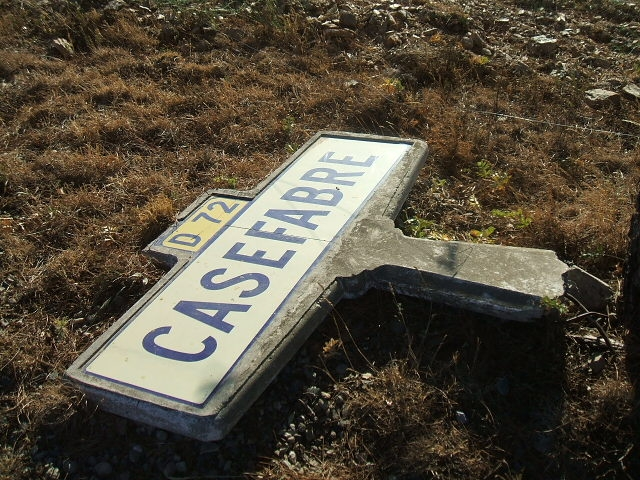
Ancien panneau Michelin à l'entrée du village.

### Monuments et lieux touristiques
L’église paroissiale Saint-Martin, d’origine préromane (il en reste une partie du mur nord et le plan du chevet), est remaniée aux XIe et XIIe siècles. Un collatéral est ajouté au sud au XIIIe siècle ou au XIVe siècle. Au XIXe siècle, un nouveau portail a alors été percé dans l'abside médiévale.
La petite route descendant depuis Casefabre sur le Minestrol, au pied du prieuré de Serrabone, offre des panoramas sur les gorges du Boulès, de même que celle redescendant sur Saint-Michel-de-Llotes.
Le dolmen du Coll de la Llosa est situé à la limite des communes de Bouleternère, Casefabre et Saint-Michel-de-Llotes.